# Renato Serio
Renato Serio (Lucca, 5 ottobre 1946 – Roma, 4 novembre 2024) è stato un compositore, arrangiatore e direttore d'orchestra italiano.
Maestro di musica e arrangiatore di fama internazionale, fu autore di sigle di programmi televisivi, tra i quali Ciao Darwin, e direttore di orchestre che suonano in spettacoli televisivi. Fu anche autore della musica dell'inno di Forza Italia. Collaborò con diversi cantautori italiani, come Renato Zero e Francesco De Gregori.

## Biografia
Dopo gli studi di pianoforte, composizione e direzione d'orchestra iniziati nella sua città natale e terminati presso il Conservatorio Giuseppe Verdi di Milano, si  affermò come arrangiatore di musica leggera, passando con disinvoltura dalle produzioni discografiche a quelle cinematografiche, fino ad approdare alla televisione. Fu impresario della cantante polacca Anna German. Il 27 agosto 1967, durante il tour di lei per l'Italia, tra la città di Forlì e Milano, Renato Serio si addormentò al volante, provocando quindi un grave incidente che costò le lesioni degli organi interni alla cantante, mentre il musicista se la cavò con la frattura di alcune ossa del piede.
Nel 1971, stabilitosi a Roma, si dedicò alla composizione e all'arrangiamento di colonne sonore per il cinema, collaborando anche con Armando Trovajoli (per quindici anni) e Riz Ortolani realizzando musiche per film come Una giornata particolare di Ettore Scola o Profumo di donna di Dino Risi.
In campo teatrale, scrisse gli arrangiamenti musicali per le commedie di maggior successo prodotte dal Teatro Sistina come Aggiungi un posto a tavola, Ma per fortuna c'è la musica, Accendiamo la lampada, Beati voi, tutte sotto la regia di Pietro Garinei.
Nel 1977 approdò alla televisione, arrangiando le musiche per la trasmissione Piccolo Slam con Stefania Rotolo e Sammy Barbot; dirigerà poi l'orchestra in Stasera niente di nuovo nel 1981, nella prima edizione del varietà di RaiDue Serata d'Onore (1984) condotto da Pippo Baudo, e in quattro edizioni di Fantastico (nel 1985, 1987, 1988 e 1991), varietà di punta di Rai 1 negli anni ottanta.
Nel 1980 realizzò la colonna sonora per il film L'uomo puma di Alberto De Martino e nel 1982 iniziò la collaborazione con Renato Zero, con cui scriverà e arrangerà molti suoi brani; l'anno successivo collaborò con Francesco De Gregori, arrangiando e dirigendo l'orchestra d'archi nel mini-LP La donna cannone. Si occupò inoltre dell'orchestrazione di brani per altri noti artisti, fra cui Angelo Branduardi, Gianni Morandi, Claudio Villa, Mia Martini, Amii Stewart, Anna Oxa e Amedeo Minghi.
Nel 1993 la canzone Ave Maria, composta con Renato Zero, fu presentata dal cantautore romano al 43º Festival di Sanremo, evento svoltosi al Teatro Ariston dal 23 al 27 febbraio 1993. Il brano fu poi incluso nell'album di Zero del 1993, Quando non sei più di nessuno, coprodotto dallo stesso Serio, dove era anche coautore di 4 brani. Nello stesso anno, si occupò dell'arrangiamento dell'inno del partito Forza Italia, le cui parole sono invece attribuite a Silvio Berlusconi. Nell'autunno del 2000 diresse l'orchestra e arrangiò i brani per lo spettacolo Tutti gli Zeri del mondo che andò in onda su Rai 1, condotto da Renato Zero.
Fu il direttore musicale delle edizioni 2005 e 2006 del Festival di Sanremo. Nel 2006 pubblicò il CD Viaggio nel regno dei Beatles, dove rielaborò in chiave sinfonica i brani di maggior successo della band britannica. Per realizzare quest'opera lavorò con la Innovative Syntphonic Orchestra, da lui creata, caratterizzata da una riuscita commistione fra strumenti acustici e strumenti elettronici.
Nel 2009, curò gli arrangiamenti dello spettacolo S.P.A solo per amore di Loretta Goggi, con la regia di Gianni Brezza.
Nel 2010, diresse l'orchestra al festival di Sanremo per Pupo, Emanuele Filiberto e Luca Canonici, classificatisi secondi. Sempre nel 2010 diresse l'orchestra Nova Amadeus nel musical I promessi sposi - Opera moderna. Nel 2011 curò le musiche del musical Secrets of the Sea per la regia di Gino Landi e la sceneggiatura di Luca Gregori.
Malato da tempo, è morto il 4 novembre 2024 all'età di 78 anni.